# Roffey
Roffey – miejscowość i gmina we Francji, w regionie Burgundia-Franche-Comté, w departamencie Yonne.
Według danych na rok 1990 gminę zamieszkiwało 165 osób, a gęstość zaludnienia wynosiła 19 osób/km² (wśród 2044 gmin Burgundii Roffey plasuje się na 746. miejscu pod względem liczby ludności, natomiast pod względem powierzchni na miejscu 1003.).